# Masakry więzienne NKWD w Wilnie
Masakry więzienne NKWD w Wilnie – ewakuacja wileńskich więzień połączona z mordowaniem więźniów, przeprowadzona przez sowieckie organy bezpieczeństwa w czerwcu 1941 roku. W jej wyniku poniosło śmierć co najmniej kilkaset osób. Była to jedna z wielu tzw. masakr więziennych dokonanych przez NKWD po rozpoczęciu niemieckiej inwazji na ZSRR.

## Geneza

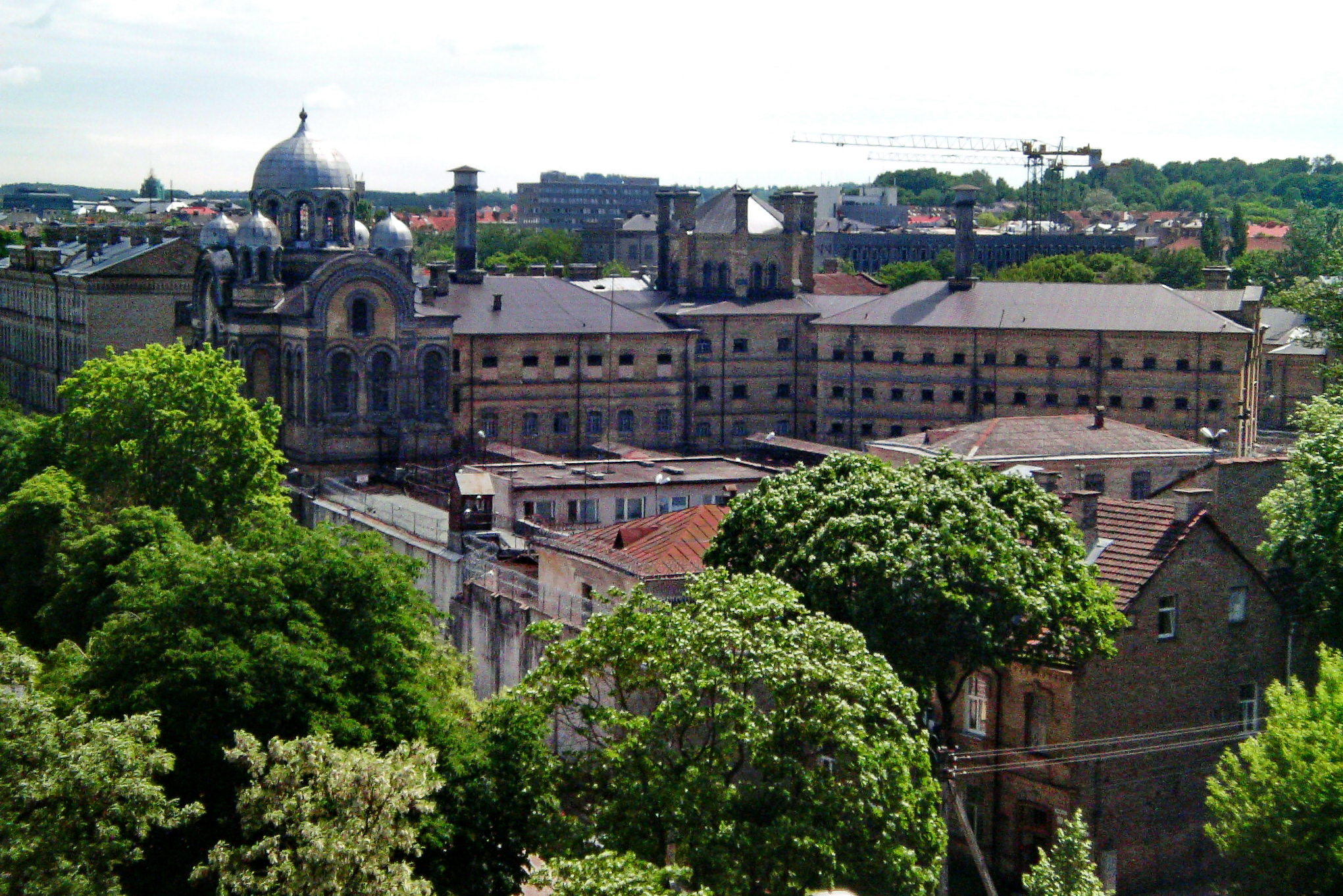
Więzienie na Łukiszkach

W konsekwencji sowieckiej agresji 17 września 1939 roku Wilno zostało zdobyte przez Armię Czerwoną, a następnie przekazane Litwie. W czerwcu 1940 roku wraz z całą Litwą znalazło się ponownie pod sowiecką okupacją.
Osoby aresztowane przez NKWD były osadzane w przedwojennych polskich zakładach karnych: więzieniu na Łukiszkach oraz więzieniu przy ul. Ponarskiej. Były to dwa z trzech więzień funkcjonujących na terenie okupowanej Wileńszczyzny; w oficjalnych dokumentach określano je mianem „więzienia nr 2” i „więzienia nr 3”.
22 czerwca 1941 roku nazistowskie Niemcy dokonały inwazji na Związek Radziecki. Pierwsze tygodnie wojny miały bardzo pomyślny przebieg dla strony niemieckiej. Dywizjom Wehrmachtu udało się bowiem rozbić wojska nadgranicznych okręgów wojskowych ZSRR, a następnie wedrzeć się w głąb sowieckiego terytorium. Wobec szybkich postępów niemieckiego natarcia NKWD przystąpiło do ewakuacji i likwidacji więźniów politycznych przetrzymywanych w strefie działań wojennych. Latem 1941 roku w więzieniach i aresztach na Kresach Wschodnich zamordowano od 20 tys. do 30 tys. osób.

## Ewakuacja więzień wileńskich
Według danych zawartych w dokumencie pt. Informacja o liczbie więźniów w więzieniach NKWD Litewskiej SRR według stanu na 10 czerwca 1941 r. w obu wileńskich więzieniach przetrzymywano łącznie 2371 osób, z czego 1112 wciąż znajdowało się w śledztwie. Inny dokument NKWD z tego okresu informuje natomiast, że liczba więźniów na dzień 10 czerwca 1941 roku wynosiła 2347 osób. Prawdopodobnie liczba osadzonych była jednak większa. 14 czerwca 1941 roku Sowieci przeprowadzili bowiem na Wileńszczyźnie masową akcję deportacyjną. W jej wyniku wywieziono z Wilna prawie 7,6 tys. osób (uwzględniając też wywiezionych po 22 czerwca).
Wkrótce po rozpoczęciu niemieckiej inwazji zastępca ludowego komisarza spraw wewnętrznych ZSRR Wasilij Czernyszow zatwierdził plany ewakuacji więzień w zachodnich republikach ZSRR. Spośród 5,9 tys. więźniów przetrzymywanych na terenie Litewskiej SRR planowano wywieźć na wschód 4 tys. osób. Więźniowie z Wilna mieli docelowo trafić do więzień w obwodzie gorkowskim.
Ewakuacja wileńskich więzień powiodła się tylko częściowo. Z dworca kolejowego w Wilnie odprawiono w głąb ZSRR cztery pociągi z więźniami. Z ostatniego, który odszedł w nocy z 23 na 24 czerwca, polscy kolejarze odczepili część wagonów, dzięki czemu udało się ocalić przed wywiezieniem około 300 osób. Podczas tej akcji straciło życie kilku kolejarzy i kilku więźniów. Wśród uratowanych miało znajdować się wielu żołnierzy Związku Walki Zbrojnej. Wydarzenie to opisano również w raportach NKWD. W jednym z nich podano, że 23 czerwca „podczas nalotu lotnictwa nieprzyjaciela i działań grup kontrrewolucyjnych w Wilnie” zbiegła większość konwojentów, w tym dowódca transportu starszy lejtnant Djaczkow i starszy politruk Panczenko. Na miejscu pozostał jedynie młodszy sierżant Wasilij I. Umierienkow wraz z trzema żołnierzami 240. pułku wojsk konwojowych NKWD, który sterroryzowawszy bronią przypadkowo napotkanego maszynistę, wyprowadził pociąg z Wilna. Jak informuje Wykaz odjazdów i ruchu transportów z więzień NKWD Litewskiej SRR, transport ostatecznie dotarł do Gorkiego w dniu 3 lipca. Znajdować się w nim miało 648 więźniów oraz dwa ciała, przy czym 606 więźniów zostało przywiezionych z wileńskich więzień, a pozostałych czterdziestu czterech z różnych aresztów tymczasowych.
Według Moniki Tomkiewicz po wybuchu wojny niemiecko-sowieckiej wywieziono z Wilna łącznie 1425 więźniów, z czego około 800 zmarło lub zostało zamordowanych w czasie transportu.
Ewakuacji więźniów towarzyszyły zbiorowe egzekucje. Dokładna liczba ofiar jest trudna do ustalenia. Dokumenty sowieckie milczą bowiem na temat mordów dokonywanych w wileńskich więzieniach. Historycy bazując na relacjach świadków, doniesieniach ówczesnej prasy oraz niemieckich raportach, szacują, że po wybuchu wojny niemiecko-sowieckiej NKWD zamordowało w Wilnie kilkuset więźniów.
Według relacji świadków po wyparciu Sowietów z Wilna w piwnicach siedziby NKWD przy ul. Mickiewicza znaleziono liczne zwłoki. Z ustaleń Oddziałowej Komisji Ścigania Zbrodni przeciwko Narodowi Polskiemu w Gdańsku wynika, że zamordowano tam 922 osoby. Co najmniej kilku więźniów zamordowano także na terenie więzienia na Łukiszkach. Ponadto na kilka godzin przed wkroczeniem Niemców enkawudziści zamordowali kilkunastu więźniów, którzy pracowali na lotnisku w podwileńskim Porubanku. Niektóre zwłoki odnalezione w więzieniach nosić miały ślady okrutnych tortur (obcięte nosy i uszy).
Wśród więźniów zamordowanych w Wilnie po wybuchu wojny niemiecko-sowieckiej znajdowali się por. Franciszek Szenk, adiutant komendanta siatki miejskiej ZWZ, a także członkowie grupy wywiadowczej ZWZ „Ponary”, w tym jej dowódca kpt. Jerzy Bronikowski.
24 czerwca Wilno zostało zajęte przez wojska niemieckie.